# Chrysops neobrasiliensis
Chrysops neobrasiliensis är en tvåvingeart som beskrevs av Krober 1929. Chrysops neobrasiliensis ingår i släktet Chrysops och familjen bromsar. Inga underarter finns listade i Catalogue of Life.